# 札幌市立平岸小学校
札幌市立平岸小学校（さっぽろしりつ ひらぎししょうがっこう）は、札幌市豊平区にある公立小学校。
130年以上の歴史をもち、ここから分離してできた小学校は8校を数える。また、校庭には豊平区のシンボルであるりんごの樹が植えられ、秋には児童らによるりんごの収穫が行われるほか、「りんごのふる里資料室」等も設けられている。
札幌市教育委員会の事業である「札幌市学校図書館地域開放事業」の指定校となっている。

## 沿革
公式サイト「沿革史」より抜粋
- 1890年（明治23年）
  - 4月1日 - 創立、開校式挙行
  - 4月4日 - 授業開始
  - 10月11日 - 校舎新築落成
- 1899年（明治32年）4月13日 - 第一類尋常小学校に認可
- 1923年（大正12年）4月4日 - 開校記念日として、第一回記念式挙行
- 1933年（昭和8年）4月1日 - 札幌師範学校代用附属小学校に指定される
- 1942年（昭和17年）4月10日 - 開校記念日をこの日と決定する
- 1943年（昭和18年）3月31日 - 札幌師範学校代用附属を解消する
- 1947年（昭和22年）4月1日 - 豊平町立平岸小学校と改称、豊平町立月寒中学校平岸分校を併置する
- 1948年（昭和23年）
  - 4月1日 - 月寒中学校平岸分校が、平岸中学校として独立し、平岸小学校に併置される
  - 10月4日 - 平岸中学校が新校舎に移転
- 1951年（昭和26年）3月15日 - 新校舎落成式挙行
- 1955年（昭和30年）8月20日 - 美園小学校開校、児童50名移籍
- 1961年（昭和36年）
  - 4月1日 - 真駒内小学校開校、児童252名移籍
  - 5月1日 - 豊平町と札幌市の合併で札幌市立平岸小学校と改称
- 1965年（昭和40年）12月1日 - 中の島小学校開校、児童513名移籍
- 1966年（昭和41年）12月15日 - 澄川小学校開校、児童575名移籍
- 1967年（昭和42年）7月13日 - 中庭にプールが設置され、プール開きを行う
- 1968年（昭和43年）12月24日 - 東山小学校開校、児童60名移籍
- 1969年（昭和44年）12月24日 - 平岸西小学校開校、児童478名移籍
- 1971年（昭和46年）4月6日 - 養護学級開設
- 1978年（昭和53年）3月24日 - みどり小学校開校、児童161名移籍
- 1982年（昭和57年）
  - 2月12日 - 改築校舎（現校舎）完成に伴い教室移動
  - 8月18日 - 「りんご広場」の整備
  - 9月29日 - 校舎落成祝賀会
- 1984年（昭和59年）3月26日 - 平岸高台小学校開校、児童381名移籍
- 1989年（平成元年）3月20日 - 「りんごのふる里」資料室完成　資料室開き行う
- 1990年（平成2年）2月3日 - 開校百周年記念式典　体育館落成祝賀会
- 1999年（平成11年）7月2日 - 大改造工事3年次計画2年施工
- 2002年（平成14年）8月23日 - 2学期より情緒学級開級
- 2003年（平成15年）6月4日 - 平岸街道街路樹花苗植え「花いっぱい運動」開始
- 2005年（平成17年）10月1日 - ミニ児童会館開館

## 教育目標
- 深く考える子ども
  - 学び方を身につけ 筋道を立てて考える子
  - 判断力を身につけ つねに向上を目指す子
- 力を合わせ 工夫する子ども
  - 協力し合って 最後までやりぬく子
  - 感性豊かで 人の立場に立って行動する子
- 健康でたくましい子ども
  - 身体を大切にし 健康安全に努める子
  - ねばり強い意志を持ち 自主的に行動する子